# Anthyphérèse
En histoire des mathématiques, on appelle anthyphérèse ou antiphérèse une méthode qu'Euclide utilise pour calculer le PGCD de deux nombres ou démontrer que deux longueurs sont incommensurables.
Anthyphèrese vient du grec ἀνθυφαιρεῖν (anthyphairesis) qui signifie soustraire alternativement.
La méthode est employée par Euclide une première fois dans le livre VII - proposition II pour calculer le PGCD de deux entiers : il préconise d'ôter au plus grand nombre le plus petit, autant que faire se pourra puis d'ôter le reste au plus petit des nombres, etc. Bref, d'ôter systématiquement au plus grand des nombres le plus petit jusqu'à tomber  sur un nombre qui mesure (qui divise) le précédent. Cette méthode par soustractions successives est l'ancêtre de ce que l'on appelle aujourd'hui l'algorithme d'Euclide.
Elle est de nouveau employée dans le livre X, théorème 2 pour caractériser deux longueurs incommensurables (on parlerait de nos jours de longueurs dont le rapport est irrationnel). Il s'agit d'enlever alternativement à la plus grande longueur la plus petite, si le processus se poursuit indéfiniment, les longueurs sont incommensurables. Cette méthode aurait pu être employée, par exemple, pour démontrer l'irrationalité de la racine carrée de 2, mais il n'existe aucun témoignage de son utilisation pour une telle démonstration chez Euclide ou d'autres auteurs de la Grèce antique (à propos de √2 ou d'un autre irrationnel).